# Трахтенберг, Василий Филиппович
Василий Филиппович Трахтенберг (1881—1940, Греция) — русский авантюрист, автор книги «Блатная музыка» (1908) — словаря воровского жаргона.

## Биография
Отец — купец 2-й гильдии Филипп Вильгельмович Трахтенберг, владелец магазина белья. Семья жила на Большой Морской улице, № 25—11. В мае 1899 года окончил курс 2-й Санкт-Петербургской гимназии и поступил в Императорскую военно-медицинскую академию, которую вскоре бросил. К 1910 году жил отдельно от родителей на Большом проспекте, № 59 (позже № 92), и владел книжным магазином и библиотекой.
Умудрился продать французскому правительству несуществующие марокканские рудники. В 1908 находился в Таганской тюрьме, осужденный за мошенничество. Не будучи лингвистом, составил словарь воровского жаргона, который стал основой всех последующих словарей подобного лингвистического типа.

## Сочинения
- Трахтенберг В. Ф. Блатная музыка: Жаргон тюрьмы. По материалам, собранным в пересыльных тюрьмах. Под ред. и с предисловием проф. И. А. Бодуэн-де-Куртенэ. — СПб., 1908.
- Трахтенберг В. Ф. Необыкновенные похождения корнета Савина, знаменитого русского авантюриста: По воспоминаниям Василия Трахтенберга. Вып. 1. СПб., 1909.